# Mount Ohridsky
Mount Ohridsky, auch bekannt als Mount Kliment Ohridski (englisch; bulgarisch връх Климент Охридски wrach Kliment Ochridski), ist ein 1500 m hoher und vereister Berg auf der westantarktischen Alexander-I.-Insel. Im südlichen Teil der Sofia Mountains ragt er 8 km südlich des Mount Braun auf.
Vermessen und benannt wurde der Berg im Februar 1988 gemeinsam von Wissenschaftlern des British Antarctic Survey und einer bulgarischen Antarktisexpedition. Die bulgarische Kommission für Antarktische Geographische Namen benannte ihn 1989 nach dem bulgarischen Gelehrten Kliment von Ohrid (≈850–916). 